# 1725 en philosophie
Chronologie de la philosophie
- 1721
- 1722
- 1723
- 1724
- 1725
- 1726
- 1727
- 1728
- 1729

L’année 1725 a été marquée, en philosophie, par les événements suivants :

## Publications
- Francis Hutcheson (philosophe) : Recherches sur l’origine de nos idées de beauté et de vertu (Inquiry into the origin of our ideas of beauty et virtue), Londres, 1725, in-8°)

- Giambattista Vico :  La Scienza Nuova (La Science Nouvelle)

- Alessandro Pascoli : (it) Del moto che ne i mobili si rifonde in virtu di loro elastica possanza, Bernabò, Rocco, 1725 (lire en ligne).

## Décès
- 6 avril à Berlin : Étienne Chauvin, né le 18 avril 1640 à Nîmes, est un pasteur protestant et philosophe français.

- 29 juin : Arai Hakuseki (新井白石, né le 24 mars 1657) était un fonctionnaire, universitaire, administrateur, écrivain polygraphe et homme politique japonais confucéen de la période Edo. Il fut le conseiller du shogun Ienobu Tokugawa. Son vrai nom était Kinmi ou Kimiyoshi (君美). Hakuseki (白石) était un pseudonyme. Son père était Arai Masazumi (新井正済), un samouraï du clan Kururi.